# Гоце Гърков
Георги (Гоце) Гърков е български революционер, деец на Вътрешната македоно-одринска революционна организация.

## Биография
Гоце Гърков е роден в 1886 година в град Кукуш, тогава в Османската империя, днес в Гърция. Присъединява се към групата на санданистите във ВМОРО. След Младотурската революция от юли 1908 година става член на Народната федеративна партия (българска секция). Близък е с Димо Хаджидимов и Наум Терзиянов. При избухването на Балканската война в 1912 година е доброволец в Македоно-одринското опълчение в четата на Иван Пальошев и Сборна партизанска рота на МОО. В края на 1944 година подписва „Апела към македонците в България“.
Умира в 1961 година в София.